# Ina Lohr
Ina Lohr (Amsterdam, 1 augustus 1903 – Bazel, 8 oktober 1983) was een Nederlandse violiste, muziekpedagoge, componiste en musicologe. Zij is het grootste deel van haar leven in Zwitserland werkzaam geweest, maar bleef met name na 1945 intensieve verbindingen onderhouden met de Nederlandse (kerk- en huis-) muziekpraktijk.

## Biografie

### Studie
Geboren in een muzikaal gezin studeerde zij na haar eindexamen middelbare school viool aan het in de jaren 1920 net opgerichte Muzieklyceum te Amsterdam, bij Ferdinand Helman. Haar zwakke gezondheid, die slechts twee uur studeren per dag toeliet, belette haar niet om haar sterke aanleg voor theorie, compositie en muziekgeschiedenis te ontwikkelen, daarbij gesteund door haar docenten Anthon van der Horst, Herman Rutters, Eugène Calkoen en Hubert Cuypers. Die studie zette zij voort te Basel, waar zij is blijven wonen en werken.

### Werkzaamheid
Sinds 1931 was zij verbonden aan het Basler Kammerchor en -orchester, als assistente van de dirigent Paul Sacher. In 1933 stichtte zij met hem en enkele anderen de al spoedig befaamde Schola Cantorum Basiliensis (Lehr- und Forschungsinstitut für alte Musik). Daaraan is zij lang als veelzijdig docente werkzaam geweest en heeft zij tal van leerlingen nieuwe wegen voor de muziekpraktijk gewezen via haar historisch gerichte onderzoek en theorie-onderwijs. Aan de universiteit van Basel bracht zij theologiestudenten in contact met tekst en melodie van het kerklied; aan de Schola leidde zij haar eigen ensemble voor kerkmuziek. In 1956 ontving zij daarvoor een eredoctoraat theologie van de Baselse universiteit.

### Hoofdwerk
In 1943 en 1948 hadden al twee drukken van haar hoofdwerk  “Solmisation und Kirchentonarten” (Hug & Co., Basel) het licht gezien; volgende edities verschenen in 1960 en 1981. Van die laatste druk verzorgden haar oud-leerling Jan Boeke en Henk van Benthem in 1983 een Nederlandse bewerking (Den Haag, Stichting Centrum voor de Kerkzang), die haar vlak voor haar dood nog kon worden aangeboden in Basel. In 2005 heeft Henk Waardenburg, een van haar talrijke andere Nederlandse oud-leerlingen, voor hetzelfde Centrum nog een meer op de Nederlandse praktijk toegesneden bewerking verzorgd (“Mi-Fa est tota musica. Solmisatie en kerktoonsoorten”).

### Invloed en contacten
Lohr was na de oorlog in bepaalde Nederlandse muzikale kringen geen onbekende meer. Zij is intensief contacten blijven onderhouden met de Nederlandse muziekpraktijk; die verliepen vooral via de Stichting voor de (Protestantse) Kerkzang maar ook via de Vereniging voor Huismuziek en haar persoonlijke, vriendschappelijke relaties, zoals o.m. met haar oud-leerlingen Jan Boeke en Wil Waardenburg en met de Amersfoortse muziekpedagoge Renske Nieweg.
Vanaf 1946 kwam zij bijna jaarlijks in Nederland cursussen verzorgen, waaruit verscheidene publicaties resulteerden. In 1946 was de jonge cantor-organist Jan D. Boeke bij een lezing van haar in Haarlem zo onder de indruk geraakt, dat hij haar uitnodigde om bij zich aan huis te komen spreken voor een aantal jonge vakgenoten; in 1947 reisde Boeke zelf voor een jaar af naar Basel om evenals zijn studiegenoot Gustav Leonhardt aan de Schola te gaan studeren. Een voorbeeld dat nog door velen uit Nederland gevolgd is. De oprichting door Jan Boeke van het Centrum voor Protestantse Kerkzang in 1950 mag zeker gezien worden als mede door haar geïnspireerd.

### Haar betekenis
In bovengenoemd standaardwerk uit 1943 greep Lohr terug op de didaktische en muziektheoretische methode van de benedictijner monnik Guido van Arezzo (plm. 995 in de buurt van Parijs - Avellano 1050). Diens leer van hexachorden als de basale structuurprincipes van de toenmalige (eenstemmige) vocale muziek bleek ook nu nog als een eyeopener te kunnen functioneren voor analyse én uitvoeringspraktijk van de West-Europese muziek zelfs tot en met Bach. Zulks doordat aan de tonen binnen hun melodisch verband onderscheiden, en daarmee voor de uitvoeringspraktijk relevante, functies blijken te zijn toebedeeld, afhankelijk van hun relatie tot in die melodie voorkomende halvetoonafstanden (mi-fa).

## Werken
- De liederen der reformatoren en hun beteekenis voor dezen tijd (Lezing gehouden tijdens de Conferentie van de Vereeniging voor Protestantsche Kerkmuziek 6 juli 1946, Haarlem [overdruk waarvan andere gegevens ontbreken])
- Gebaar en toonsoort (Inleiding te Utrecht 5 maart 1960, Stichting Centrum voor de Protestantse Kerkzang; gestencild)
- Wat kan 'oude muziek' voor ons betekenen? (inleiding 7-8 september 1963 Oolgaardthuis, Arnhem. - Stenciluitgave door Stichting Centrum voor de Protestantse Kerkmuziek [sic] en de Vereniging voor Huismuziek)
- Rhythme als voor-waarde voor het musiceren (inleiding weekends 3 april en 10 oktober 1964 te 's-Graveland, Land en Bosch, o.l.v. dr. Ina Lohr. - Stenciluitgave door Stichting Centrum voor de Protestantse Kerkzang en de Vereniging voor Huismuziek)
- Sprechen lauschen singen: 120 Kinderlieder mit Melodien die der Sprache abgelauscht sind; ein Weg in das wiederentdeckte Reich der Vokaltonarten [...] (Verlag Hug & Co., Basel z.j. [1969])
- Solmisatie in het onderwijs aan kinderen (stenciluitgave met fotokopieën, z.p., z.j.)
- Die Sprachmelodik und Zahlensymbolik des Salve Regina als Antiphon (11. Jahrhundert) und als Meistergesanges der Reformationszeit (16. Jahrhundert) (pp 125-144 in: Alte Musik, Praxis und Reflexion. Sonderband der Reihe 'Basler Jahrbuch für Historische Musikpraxis' zum 50. Jubiläum der Schola Cantorum Basiliensis herausg. von Peter Reidemeister und Veronika Gutmann. - Amadeus z.j. [1983?])